# Mpox
Mpox (anteriormente denominada monkeypox ou varíola dos macacos) é uma doença infecciosa causada pelo mpox vírus que afeta seres humanos e outros animais. Os sintomas iniciais são febre, dores de cabeça, dores musculares, aumento de volume dos gânglios linfáticos e fadiga. Posteriormente formam-se erupções cutâneas, que começam por ser vermelhas e planas e mais tarde se convertem em bolhas com pus e crostas. O intervalo de tempo entre a exposição ao vírus e o início dos sintomas é de cerca de 10 dias. A duração dos sintomas é geralmente de duas a quatro semanas.
O vírus da mpox é um do género ortopoxvírus. A doença pode ser transmitida durante o manuseio de carne de animais selvagens, por uma mordedura de animal, por fluidos corporais, por objetos contaminados ou pelo contacto próximo com uma pessoa infetada. Apesar do nomenclatura inicial, parece ser mais comum em roedores do que em primatas. Pensa-se que o vírus normalmente circule entre determinados roedores em África. O diagnóstico pode ser confirmado pela presença de ADN do vírus numa das lesões. A doença apresenta sintomas semelhantes aos da varíola.
Pensa-se que a vacina contra a varíola possa prevenir a infeção. Em 2019, foi aprovada nos Estados Unidos uma vacina específica para a varíola dos macacos. Não é conhecida cura para a doença. Em alguns casos pode ser benéfica a administração de cidofovir ou brincidofovir. O vírus tem dois clados genéticos distintos: o Clado I, associado a uma taxa de letalidade de até 11%. Já o Clado II, é responsável por sintomas mais ligeiros e a uma taxa de letalidade inferior a 1%.
A maior parte dos casos da doença ocorre na África central e ocidental. Foi identificada pela primeira vez em 1958 entre macacos de laboratório. Os primeiros casos registados em seres humanos ocorreram em 1970 na República Democrática do Congo. Em 2003, ocorreu um surto nos Estados Unidos, com origem numa loja de animais onde eram vendidos roedores importados do Gana. Em 2022, ocorreu um surto com início no Reino Unido, onde foram detectados os primeiros casos de transmissão comunitária da doença fora de África.

## Sinais e sintomas

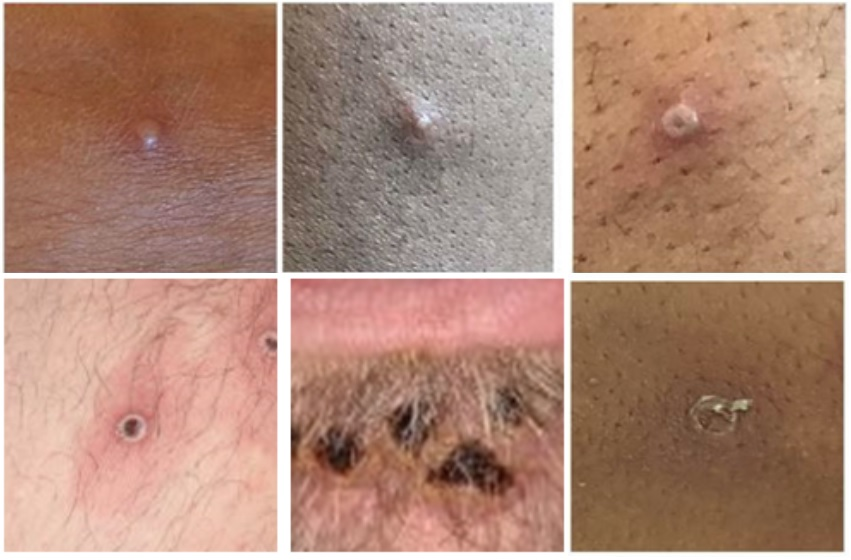
Progressão das erupções cutâneas da varíola dos macacos

Os sintomas iniciais são febre, dores de cabeça, dores musculares e fadiga. Embora os sintomas iniciais sejam semelhantes aos da varicela, sarampo e varíola, a varíola dos macacos pode ser diferenciada pela presença de aumento de volume dos gânglios linfáticos. Geralmente, o aumento de volume ocorre antes do aparecimento das erupções cutâneas e é mais frequente nos gânglios linfáticos entre a orelha e o maxilar, no pescoço ou na virilha.
Após alguns dias de febre, aparecem erupções cutâneas que, na maior parte dos casos, começam na face e depois se espalham para outras partes do corpo. Três quartos das pessoas afetadas apresentam lesões nas palmas das mãos e plantas dos pés, mais de dois terços apresentam lesões na boca, um terço nos órgãos genitais e uma em cada cinco lesões nos olhos. Estas lesões começam por ser planas e vermelhas até se transformarem em pápulas preenchidas com líquido, inicialmente límpido e mais tarde amarelado. Eventualmente estas pápulas rebentam e forma-se uma crosta. O número de lesões varia desde poucas até vários milhares, sendo possível que algumas se unam para formar lesões maiores. Qualquer que seja a parte do corpo afetado, as lesões evoluem nos mesmos estádios. As erupções cutâneas são semelhantes às da varíola. Os sintomas podem se manifestar durante duas a quatro semanas. Após a cura, o local das lesões pode perder pigmentação e mais tarde escurecer.

## Diagnóstico
A análise clínica não é capaz de diferenciá-lo de diversas outras doenças virais. Um exame conclusivo pode ser feito por:
- ELISA;
- PCR;
- Teste de detecção do antígeno;
- Ou isolando o vírus em uma cultura de células infectadas;

## Transmissão
Através de contato com sangue, fluídos corporais ou erupções cutâneas de pessoas ou animais contaminados. É possível também a infecção por objetos contaminados e ao respirar-se gotículas de saliva durante a fase contagiosa (mais sintomática).
Há indicações de que a transmissão pode ocorrer durante o contato sexual, embora, em 23 de julho de 2022, cerca de 97% dos casos fora das regiões endêmicas da África ocorreram na comunidade de homens que fazem sexo com homens. Entretanto não é sabido se o vírus poderia se espalhar pelo sêmen ou fluidos vaginais.
Em 2024, a Organização Mundial da Saúde (OMS) declarou a mpox uma emergência em saúde pública de importância internacional. Boatos sobre a possibilidade de novos mega lockdowns tomaram as redes sociais, causando alvoroço e medo entre a população. A entidade, entretanto, não aconselhou Estados-membros a implementar nenhum tipo de isolamento social em massa para interromper a transmissão da doença, como o que aconteceu durante a pandemia de covid-19.
No dia 14 de agosto de 2024, o diretor-geral da OMS, Tedros Adhanom Ghebreyesus, anunciou a declaração de emergência global por mpox no canal oficial da entidade no YouTube. Durante os 53 minutos de vídeo, em nenhum momento, Tedros recomenda aos Estados-membros a implementação de mega lockdowns para frear a disseminação da doença. “A OMS vem trabalhando para conter o surto de mpox na África e alertando que o cenário é algo que deve preocupar a todos nós”.

## Tratamento
Na União Europeia e nos Estados Unidos, o tecovirimat está aprovado para o tratamento de vários poxvírus, incluindo o da mpox Nos casos em que é necessário, a BMJ Best Practice recomenda a administração de tecovirimat ou brincidofovir como tratamento antiviral de primeira linha, a par de cuidados de apoio. Quando se suspeita de infeção secundária bacteriana ou infeção pelo vírus varicela-zoster, podem ser administrados respetivamente antibióticos ou aciclovir.

## Epidemiologia
"Desde 1970, casos humanos de mpox foram relatados em 11 países africanos — Benin, Camarões, República Centro-Africana, República Democrática do Congo, Gabão, Costa do Marfim, Libéria, Nigéria, República do Congo, Serra Leoa e Sudão do Sul. Em 2017, a Nigéria experimentou o maior surto documentado, 40 anos após o último caso confirmado", relata a OMS.

### 1996–1997
Houve suspeita de "um grande surto" na RDC em 1996–1997 mas, segundo a OMS, parte dos testes deram positivo para o vírus da varicela.

### 2003
Em 2003, um surto nos EUA, especialmente no Texas, foi causado por ratos importados da Gana. No total, 71 pessoas foram infectadas, mas não houve mortes.
Mais recentemente, ocorreu também um surto no Sudão.

### 2017
Na Nigéria, houve 172 casos suspeitos e 61 casos confirmados.

### 2018–2019
Segundo a OMS, foram reportados casos em viajantes que haviam vindo da Nigéria em Israel em setembro de 2018, no Reino Unido em setembro de 2018 e dezembro de 2019 e em Cingapura em maio de 2019.
Também houve possíveis surtos na Nigéria e na RDC.

### 2020–2021
Na RDC, de 1 de janeiro a 13 de setembro de 2020, um total de 4.594 casos suspeitos de varíola dos macacos, incluindo 171 mortes foram relatados; de 80 amostras de casos suspeitos de mpox, 39 deram positivo.
Em 2021, três casos foram reportados no Reino Unido: um viajante vindo da Nigéria ficou doente e depois contaminou dois familiares.
Em julho de 2021, um caso de uma pessoa que havia viajado para da Nigéria foi registrado no, Texas, Estados Unidos, e outro em novembro, em Maryland, de uma pessoa que também havia viajado para a Nigéria. No caso deste último paciente, o CDC dos Estados Unidos escreveu: "a infecção é compatível com a cepa que ressurgiu na Nigéria desde 2017".

### 2022
Um surto de varíola dos macacos foi confirmado em 6 de maio de 2022 no Reino Unido, começando em um residente britânico que viajou para a Nigéria, onde a doença é endêmica, e enquanto estava lá, apresentou sintomas consistentes com varíola em 29 de abril de 2022. Esta pessoa regressou ao Reino Unido a 4 de maio, importando o caso índice do surto para o país. No final de Maio de 2022, o grupo britânico "Human Animal Infections and Risk Surveillance (HAIRS)" alertou que o vírus poderia atingir animais selvagens e, assim, tornar-se endémico. Mas o grupo disse que não foram encontrados animais selvagens infectados em surtos anteriores (EUA 2003, Nigéria 2017).

## Etimologia
O termo “varíola dos macacos” foi introduzido em 1970, após o registro do primeiro caso humano na República do Congo. Em 2022, devido ao aumento de casos e à declaração de emergência global, a OMS recebeu pedidos para mudar o nome da doença, após relatos de que a terminologia anterior incentivava o uso de linguagem racista e estigmatizante. Para evitar tais conotações negativas, a Organização Mundial da Saúde (OMS) recomendou a substituição do nome para “mpox”, uma abreviação de “monkeypox”. Essa decisão foi tomada após consultas com especialistas e autoridades de 45 países, que consideraram “mpox” um termo mais neutro e adequado. A adoção do novo nome foi programada para a Classificação Internacional de Doenças (CID) em 2023, com um período de adaptação de cerca de um ano. Com essa mudança, a OMS buscava minimizar o impacto negativo associado ao nome anterior e evitar a discriminação contra grupos específicos.